# Nunzio Ortolano
Nunzio Ortolano (Montemaggiore Belsito, 5 luglio 1967) è un compositore e direttore d'orchestra italiano.

## Composizioni

### Musica Sinfonica
- Sonata per Clarinetto e Orchestra d'Archi - prima esecuzione al Conservatorio Alessandro Scarlatti di Palermo da Calogero Palermo accompagnato dall'Orchestra d'archi del Conservatorio[3]
- Contaminations - Per Orchestra Sinfonica, eseguito dall'Orchestra Sinfonica dell'UCF University of Central Florida  diretta da László Marosi[4]
- Elegia - Per Orchestra Sinfonica e tenore, prima esecuzione alla Basilica Papale San Paolo Fuori le Mura in Vaticano da Orchestra Sinfonica Rossini di Pesaro[5];
- Il Bambino e la Guerra - Per narratore e orchestra d'archi; per narratore e orchestra di fiati; per narratore e dieci strumenti; per narratore e orchestra sinfonica, eseguito al Teatro Massimo di Palermo[6]
- Risen prima esecuzione al Conservatorio Alessandro Scarlatti di Palermo, diretta da László Marosi
- Drepanon - prima esecuzione da Orchestra Sinfonica Siciliana

### Musica da Camera
- Preludio Traviato - per quintetto di fiati, il brano si sviluppa a partire dal tema del preludio de La Traviata di Verdi. Prima esecuzione del Quintetto di Fiati dell'Opera di Roma[7]
- Clarinetti all'Opera - per due clarinetti

### Musica per Orchestra di Fiati
- Moon - Per orchestra di fiati
- In Diebus Illis - Per quintetto d'ottoni e percussioni; per orchestra di fiati
- Giuditta - Per orchestra di fiati[8]
- Viva Mexico - Per quintetto d'ottoni e percussioni; per orchestra di fiati
- 4x4 - Per quartetto di sassofoni
- Suite for junior band - Per orchestra di fiati
- Novecento - Per orchestra di fiati
- Enrique - Per quintetto di ottoni e percussioni; per orchestra di fiati
- Joseph Lanner (Polka) - Per quintetto di ottoni e percussioni; per orchestra di fiati
- La Danza del Sole - Per orchestra di fiati[9]
- Texas - Per orchestra d'ottoni e percussioni; per orchestra di fiati
- Fugando - Per quartetto d'archi; per quintetto d'ottoni
- Il Destino e la Virtù (Epistola di Sadi - Zadig) - Per narratore e insieme di fiati
- Manola - Per clarinetto e piano; per flauto solo e piano d'accompagnamento; per quartetto d'archi; per quintetto d'ottoni e percussioni; per insieme di ottoni[10]
- La Gara di Nottingham - Per quintetto d'ottoni e percussioni; per strumentazione variabile; per orchestra di flauti dolci con accompagnamento di pianoforte e percussioni; per orchestra di fiati
- Russian Melodies - Per quintetto d'ottoni; per orchestra di fiati, eseguito al Teatro dal Verme dalla Civica Orchestra di fiati del Comune di Milano diretta dal direttore ungherese László Marosi[11]
- I Tre Puntini - Per quintetto di ottoni e percussioni; per Orchestra di fiati[12]; per tromba e pianoforte[13]
- Nuit

## Discografia

### Monografie
- Nunzio Ortolano Portrait (2006)
- Il Destino e la Virtù (2008)
- Il Bambino e la Guerra (2008)
- Contaminations (2008)
- Dalla A alla Zisa, Panormus Brass, Edizioni Musicali Wicky, (2010)
- Il Volo, Alberto Maniaci, Edizioni Musicali Wicky, (2010)
- Recital, solista Calogero Palermo, Edizioni Musicali Wicky (2010)
- Magia dei Luoghi (2011)
- Nella Terra di... Nella Terra che..., Codice Mediterraneo, Edizioni Musicali Wicky, (2012)
- Calagenda, Orazio Maugeri and Nebrodi Symphonic Band, Edizioni Musicali Wicky, (2013)

### Live
- Collega-Menti, Orchestra Sinfonica del Conservatorio Alessandro Scarlatti di Palermo, direttore László Marosi, Edizioni Musicali Wicky, (2010)